# Борисівка (Керченський район)
Бори́сівка (до 1948 — Суі́н-Елі́, крим. Suin Eli) — село Керченського району Автономної Республіки Крим.
У 2023 році у проєкті Постанови Верховної Ради України «Про перейменування деяких населених пунктів Автономної Республіки Крим» село запропоновано перейменувати на Суїн-Елі.

## Населення
Згідно з переписом УРСР 1989 року чисельність наявного населення села становила 31 особа, з яких 20 чоловіків та 11 жінок.
За переписом населення України 2001 року в селі мешкало 37 осіб.

### Мова
Розподіл населення за рідною мовою за даними перепису 2001 року:
| Мова       | Відсоток |
| ---------- | -------- |
| гагаузька  | 37,84 %  |
| російська  | 21,62 %  |
| українська | 13,51 %  |
| інші       | 27,03 %  |